# 儒城温泉駅
儒城温泉駅（ユソンオンチョンえき）は、大韓民国大田広域市儒城区鳳鳴洞にある大田広域市都市鉄道公社1号線の駅である。駅番号は116。

## 歴史
- 2007年4月17日 - 1号線政府庁舎 - 盤石間延伸に伴い開業。

## 駅構造
相対式ホーム2面2線を有する地下駅。ホームドア完備。出口は1番から8番まである。
のりば
| 上り | ●1号線 | 板岩方面 |
| 下り | ●1号線 | 盤石方面 |

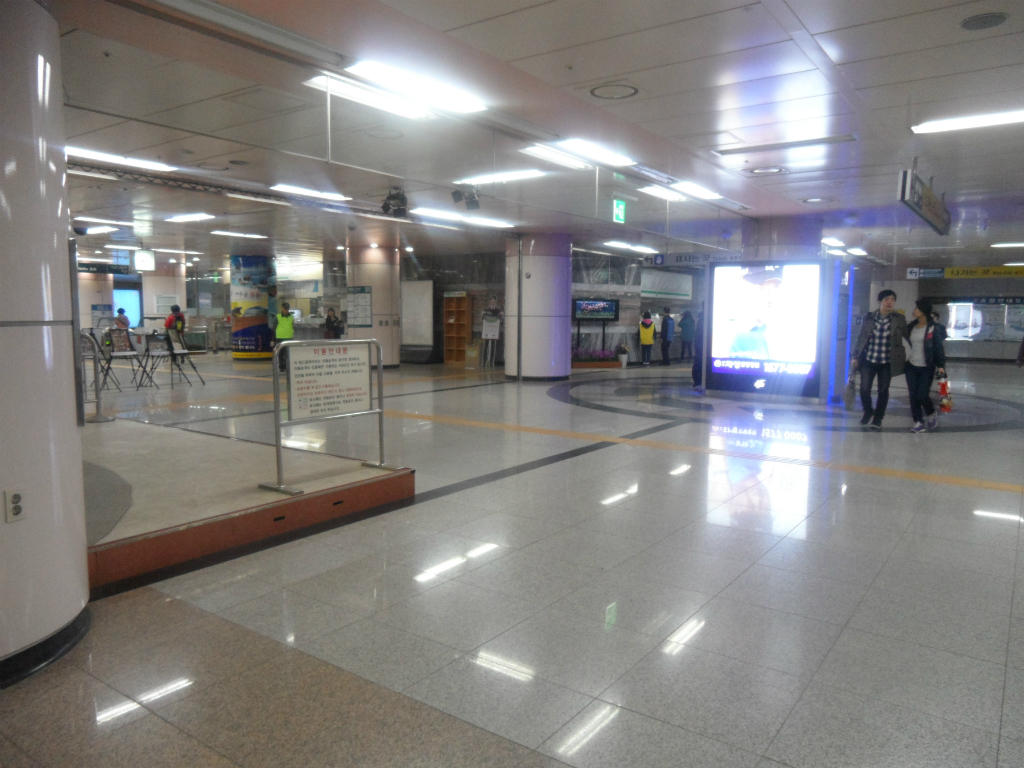
待合所
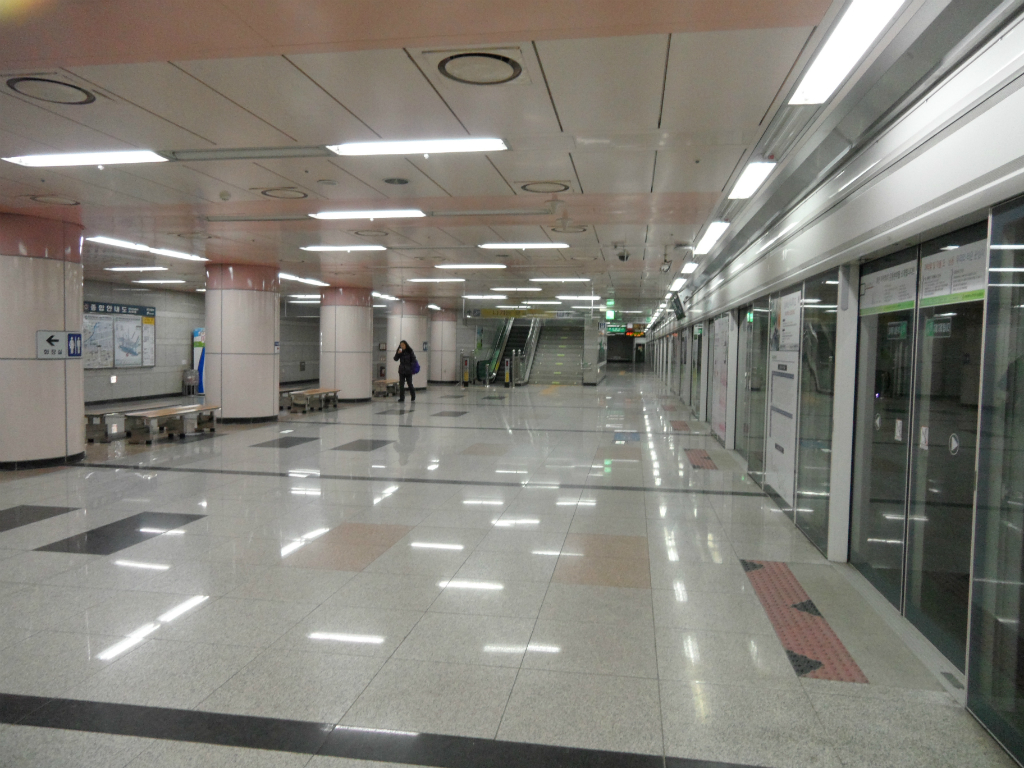
ホーム
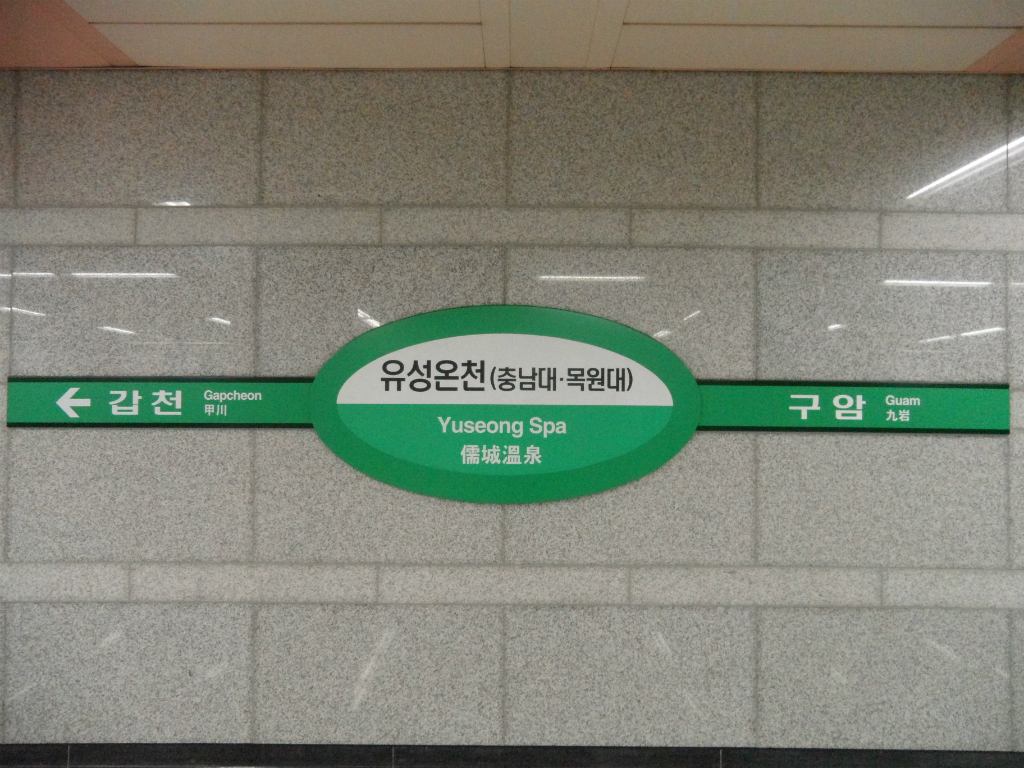
駅名標

## 駅周辺
- 儒城温泉
- 忠南大学校
- 牧園大学校
- 鳳鳴洞郵便局
- 大田儒城郵便局
- 儒城ホテル
- 温泉1洞行政福祉センター
- 儒城高等学校
- 儒城市外バスターミナル
- 国民健康保険公団大田儒城支社
- 儒城温泉水質管理所
- CJ CGV儒城温泉店
- 東亜ベンチャーパーク
- サイエンスタウン
- サムスン電子サービスセンター儒城温泉店
- 弓洞ロデオ通り

## 利用状況
| 路線   | 乗車人員 | 乗車人員 | 乗車人員 | 乗車人員 |
| 路線   | 2007年   | 2008年   | 2009年   |          |
| ------ | -------- | -------- | -------- | -------- |
| ●1号線 | 3899人   | 4777人   | 5690人   |          |

## 隣の駅
大田広域市都市鉄道公社
●1号線
甲川駅 (115) - 儒城温泉駅 (116) - 九岩駅 (117)